# ТЕЦ Glow 1, 2
12°41′39″ пн. ш. 101°8′43″ сх. д. / 12.69417° пн. ш. 101.14528° сх. д.
ТЕЦ Glow 1, 2 — теплоелектроцентралі у тайській провінції Районг в індустріальному парку Мап-Та-Пхут.
Перша черга станції, яка стала до ладу в 1994 році, не мала можливості генерувати електроенергію, а її основне обладнання складалось із двох парових котлів. Продукцією була технологічна пара в обсягах 250 тонн на годину, а також демінералізована (230 м3 на годину) та очищена (1110 м3 на годину) вода.
У 1996-му ввели в експлуатацію другу чергу загальною номінальною потужністю 281 МВт. Вона складалась із двох однакових парогазових блоків, у кожному з яких три газові турбіни потужністю по 35 МВт живили через відповідну кількість котлів-утилізаторів одну парову турбіну з показником 55 МВт. Окрім електроенергії ця черга була здатна продукувати 300 тонн технологічної пари на годину, а також демінералізовану (280 м3 на годину) та очищену (900 м3 на годину) воду.
Відповідно до запровадженої в Таїланді програми сприяння малим ТЕЦ, кожен з блоків другої черги отримав довгостроковий — на 21 рік — контракт на викуп 90 МВт потужності державною електроенергетичною компанією Electric Generating Authority of Thailand (EGAT). За усталеною практикою, по завершенні цього терміну станція підлягала демонтажу або докорінній модернізації, яка зазвичай означає спорудження нових потужностей. Як наслідок, в першій половині 2020-х розпочались будівельні роботи за проектом, що передбачає встановлення чотирьох газових турбін загальною потужністю 192 МВт. Вони не будуть задіяні у комбінованому парогазовому циклі, проте живитимуть котли-утилізатори, що продукуватимуть 300 тонн технологічної пари на годину. Щодо зазначених турбін також уклали довгостроковий контракт на викуп потужності, проте в утричі менших розмірах — лише 60 МВт потужності. Введення цього об'єкту в експлуатацію планується на 2024 рік.
Як паливо станція використовує природний газ (в тій же індустріальній зоні знаходяться ГПЗ Районг, через який проходить продукція родовищ Сіамської затоки, та термінал для імпорту ЗПГ Мап-Та-Пхут) та побічні гази сусіднього нафтохімічного виробництва Thai Olefins Company.
Видача продукції відбувається по ЛЕП, що працюють під напругою 115 кВ та 22 кВ.
Власником станції є компанія Glow Energy. Остання тривалий час належала французькому концерну ENGIE,  допоки у 2019-му її не викупила компанія Global Power Synergy Public Company Limited (GSPC, електроенергетичний підрозділ тайського державного нафтогазового концерну PTT).